# Rafael Bobeica
Rafael Bobeica (Lisboa, 1 de abril de 2002) es un cantante portugués.
Con tan solo dos años, se trasladó con su familia a Moldavia (lugar de origen de sus padres) y con cinco años de edad empezó a estudiar música y a participar en diversos concursos musicales.
En 2013 fue el encargado de representar a Moldavia en el Festival de la Canción de Eurovisión Junior 2013 con la canción "Cum să fim" (Como ser en español). Quedó en penúltimo lugar con tan solo 41 puntos.

## Discografía

### Singles
| Año  | Título       | Traducción al español |
| ---- | ------------ | --------------------- |
| 2013 | "Cum să fim" | Como ser              |